# Pachyplectrus laevis
Pachyplectrus laevis is een keversoort uit de familie Hybosoridae. De wetenschappelijke naam van de soort is voor het eerst geldig gepubliceerd in 1874 door LeConte.